# Катрин Ибаргуен
Катрин Ибаргуен Мена (на испански: Caterine Ibargüen Mena; родена на 12 февруари 1984 г.) е бивша колумбийска атлетка, състезаваща се в скок на височина, скок на дължина и троен скок. Нейните постижения включват златен медал от Летните олимпийски игри през 2016 г., сребърен медал от Летните олимпийски игри през 2012 г., два златни медала от Световното първенство по лека атлетика на ИААФ и два златни медала от Панамериканските игри през 2011 г. и същите игри през 2015 г.

## Награди
- Награда за спортистка на годината на IAAF за 2018 г.[4]